# Rue Soğukçeşme
 (novembre 2023).
Soğukçeşme Sokağı (littéralement : rue de la fontaine froide) est une petite rue pittoresque bordée de vieilles maisons ottomanes, située dans le quartier de Sultanahmet à Istanbul. Elle se trouve entre Sainte-Sophie et le palais de Topkapı. La rue piétonne doit son nom à la fontaine située à son extrémité vers le parc Gülhane.

## Description
Les maisons ottomanes en bois de deux ou trois étages composées de quatre à dix pièces datent du XIXe au XXe siècle et ont été restaurées à l'initiative de Çelik Gülersoy en 1985-1986.
Appelées « Ayasofya Konakları » (Maisons Hagia Sophia), neuf des maisons font partie de l'hôtel Hagia Sofia Mansions Istanbul, Curio Collection by Hilton. Les maisons portent le nom des arbustes à fleurs à côté d'elles comme « Yaseminli Ev » (Maison du jasmin), « Mor Salkımlı Ev » (Maison Wisteria sinensis), « Hanımeli Ev » (Maison du chèvrefeuille) etc. Les bâtiments sont décorés dans le style du XIXe siècle avec des meubles anciens, des lits et des consoles, des rideaux de soie, des fauteuils en velours et des miroirs dorés. L'invitée la plus notable de l'auberge a été la reine Sofia d'Espagne, qui y séjourna au printemps 2000 pendant quatre nuits.
La maison natale du 6e président turc Fahri Korutürk (1903-1987) se trouve également dans cette rue. L'une des maisons abrite la bibliothèque « Istanbul Kitaplığı » avec plus de 10 000 livres sur Istanbul, appartenant à la Fondation Çelik Gülersoy.
À une extrémité de la rue en direction du parc Gülhane se trouve une citerne byzantine, qui abrite aujourd'hui un restaurant.

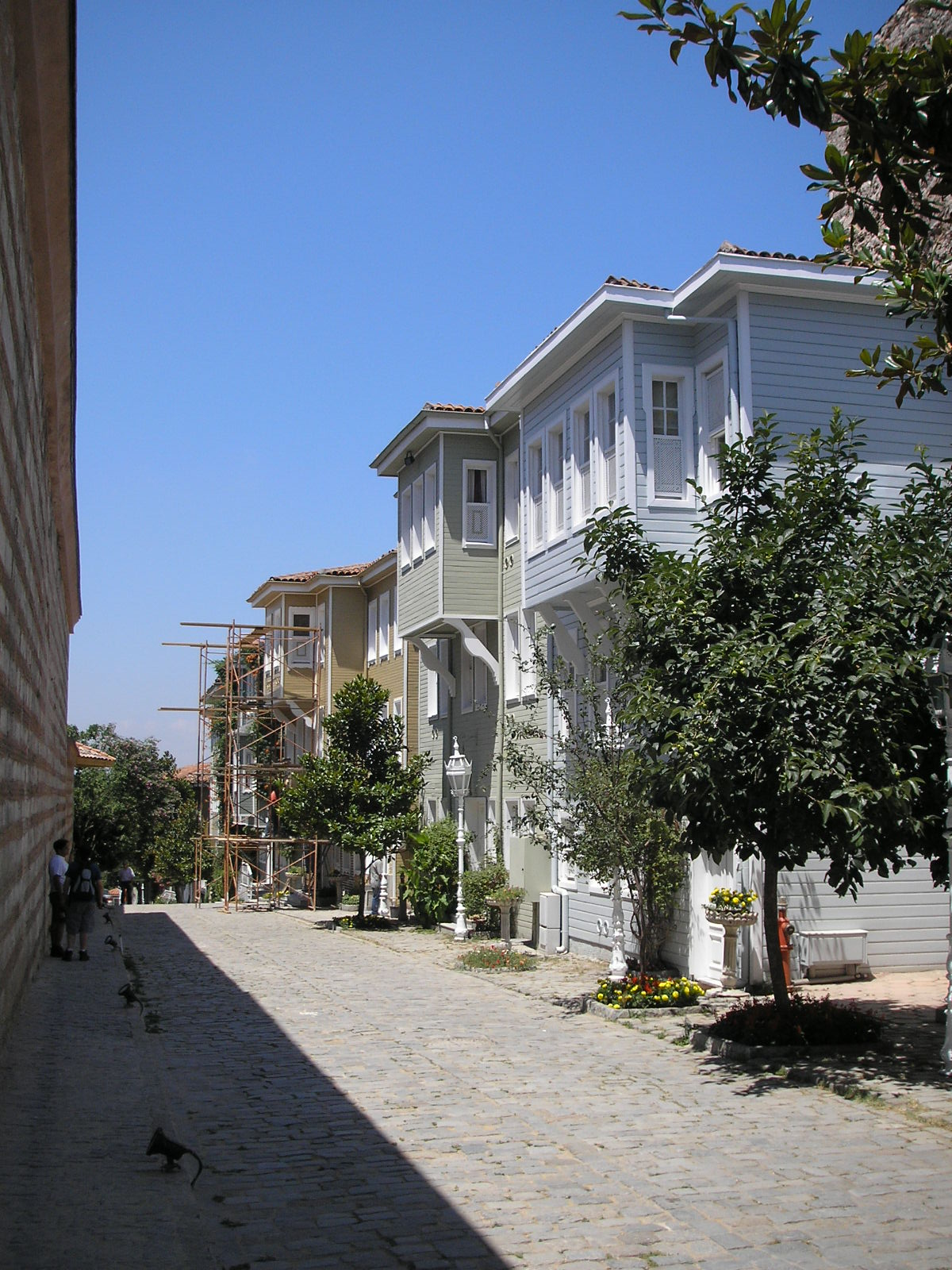
La rue Soğukçeşme avec ses maisons ottomanes typiques de la fin du XIXe siècle

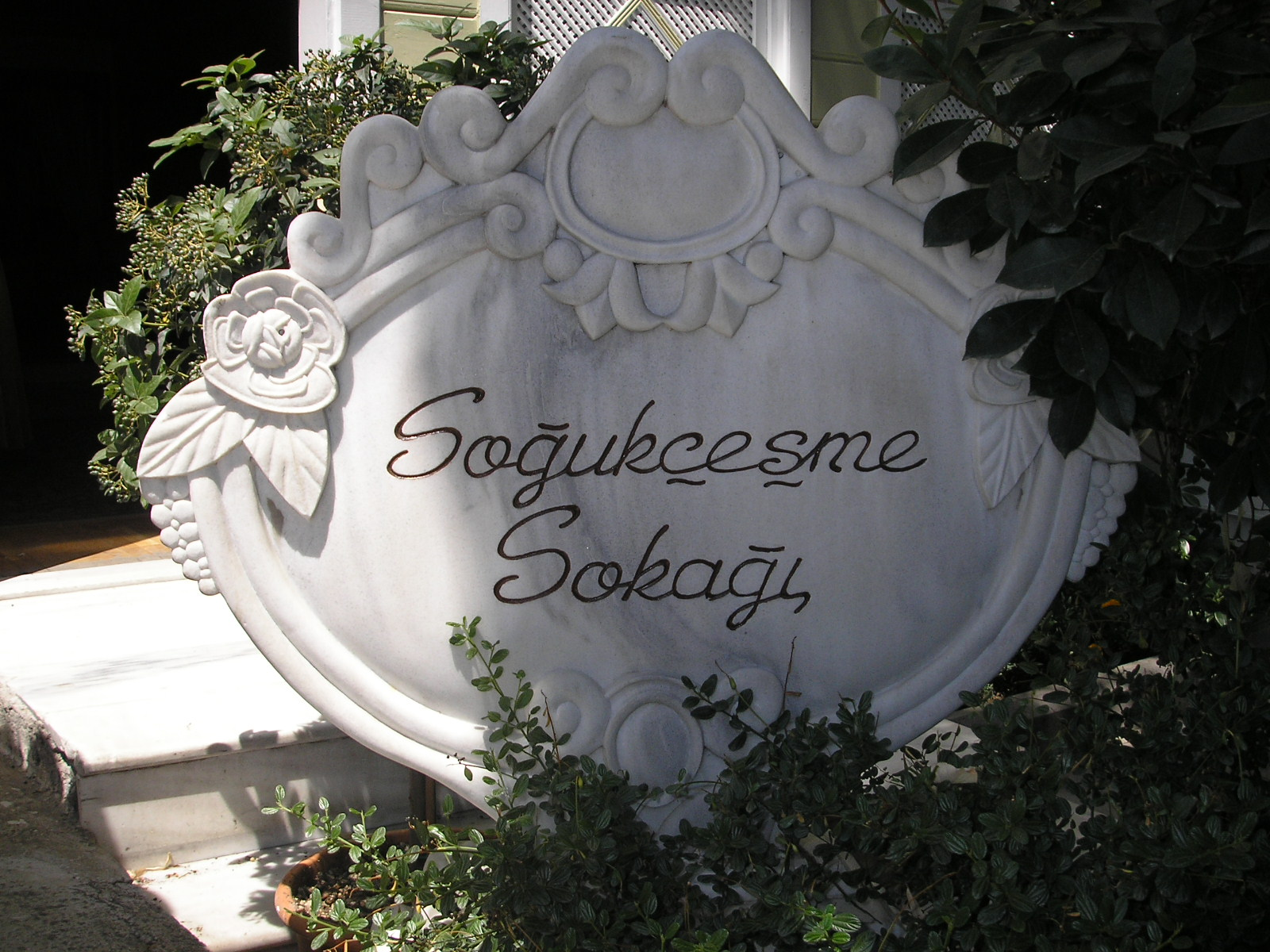
Plaque de rue en marbre à l'entrée de la rue

## Sources
- Çelik Gülersoy, Rue Soğukçeşme, Istanbul, TTOK Yayınları, 2002, 80 p. (ISBN 975-7641-37-5)